# Alyssum orbiculare
Alyssum orbiculare là một loài thực vật có hoa trong họ Cải. Loài này được Nyár. mô tả khoa học đầu tiên.